# Svärta distrikt
Svärta distrikt är ett distrikt i Nyköpings kommun och Södermanlands län. 
Distriktet ligger öster om Nyköping. 

## Tidigare administrativ tillhörighet
Distriktet inrättades 2016 och utgörs av socknen Svärta i Nyköpings kommun.
Området motsvarar den omfattning Svärta församling hade vid årsskiftet 1999/2000.